# ملك سكر
ملك سُكَّر (1359- 1413 هـ / 1940- 1992 م)، ممثلة سورية. هي شقيقة الممثلتين أمل سكر وألفت سكر، وزوجة المخرج علاء الدين كوكش، وابنتهما الممثلة المعارضة سمر كوكش.

## سيرتها
وُلدت ملك بنت محمد أحمد سُكَّر في دمشق، يوم الجمعة 28 ذي القَعْدة 1359هـ الموافق 27 ديسمبر (كانون الأول) 1940م. التحقت بالمسرح القومي السوري، وبدأت ببرامج الأطفال في الإذاعة ثم التلفزة السورية.
عملت مع معظم المخرجين السوريين ومع المخرج الأردني صلاح أبو هنود. شاركت دريد لحام في مسرحية ضيعة تشرين. وشاركت في المسلسل البدوي رجم الغريب، والمسلسل السوري أبو كامل، ومسلسل مغامرة الأميرة الشمَّاء ثالث أجزاء سيرة بني هلال التي أخرجها زوجها علاء الدين كوكش، أدَّت فيه دور الأميرة الشمَّاء. وشاركت في مسلسلات أُخرى مثل «غدًا تُزهر الأرض»، و«الهرَّاس»، و«الوحش والمِصباح».

## أعمالها

### مسلسلات
- فقاقيع، 1963. بدور سلوى وازدهار ولينا.
- أولاد بلدي، 1971.
- زقاق المايلة، 1972.
- أسعد الورَّاق، 1975. بدور ليلى.
- رجم الغريب، 1976.
- ساري، 1977. بدور ريما.
- بنت البادية، 1978.
- سيرة بني هلال: جابر وجبير، 1978. بدور عذبة.
- سيرة بني هلال: مغامرة الأميرة الشمَّاء، 1978. بدور الشمَّاء.
- الاختيار، 1978.
- غدًا تُزهر الأرض، 1979.
- سيرة بني هلال: الزناتي خليفة، 1979. بدور سُعدة.
- أحلام منتصف الليل، 1979.
- حب وأسمنت، 1980.
- حارة الملح، 1980. بدور سَلمى.
- المشوار الطويل، 1980. بدور زكية.
- وراء الجدران، 1981. بدور نسيمة (ضيفة شرف).
- طائر الأيام العجيبة، 1981. بدور وفاء.
- تجارب عائلية، 1981. بدور نادية.
- الهرَّاس، 1981. بدور هيفاء.
- المجنون طليقًا، 1984. بدور منى زعفراني.
- حصاد السنين، 1985. بدور زينب.
- الدروب القصيرة، 1986. بدور نجاح.
- ذئب السيسبان، 1987. بدور سماح.
- أيام البركة، 1987. بدور لمَّاحة.
- الهجرة إلى الوطن، 1987.
- الغيوم البيضاء، 1988. بدور عزيزة.
- الخشخاش، 1991. بدور فريال.
- أبو كامل، 1991. بدور أم فهمي.[4]

### أفلام
- عِقد اللولو، 1964. بدور هدى.
- عتاب، 1964. بدور كوثر.
- الجبابرة، 1965.
- وُلدت من جديد، 1965.
- انتصار المنهزم، 1967.
- فدائيون حتى النصر/ عملية الساعة 6، 1970.
- المراية، 1970. بدور ميرفت (ضيفة شرف).
- جسر الأشرار، 1971.
- زواج بالإكراه، 1972. بدور منى.
- رحلة حب، 1972.
- هاوي مشاكل، 1974.
- لا وقت للخداع، 1975.
- حسناء وأربع عيون، 1975.
- ليل الرجال، 1976.[4]

### مسرحيات
- المتنافسون، 1966.
- ضيعة تشرين، 1974. بدور زينة.[4]

## وفاتها
توفيت ملك سكر يوم الأربعاء 24 جُمادى الأولى 1413هـ الموافق 18 نوفمبر (تشرين الثاني) 1992م، من جرَّاء إصابتها بمرض السرطان.

## وصلات خارجية
- ملك سكر على موقع IMDb (الإنجليزية)
- ملك سكر على موقع قاعدة بيانات الأفلام العربية